# Coupe du Faso
La Coupe du Faso è la principale competizione calcistica ad eliminazione diretta per club del Burkina Faso. Il torneo è stato istituito nel 1961.

## Albo d'oro
| Stagione  | Vincitore                       | Risultato                       | Finalista                       |
| --------- | ------------------------------- | ------------------------------- | ------------------------------- |
| 1961      | RC Bobo                         | 5-2                             | ASFB                            |
| 1962      | RC Bobo                         | 6-0                             | Etoile Filante                  |
| 1963      | Étoile Ouagadougou              | 2-0                             | ASFB                            |
| 1964      | Étoile Ouagadougou              | 3-1                             | RCB                             |
| 1965      | Étoile Ouagadougou              | 1-0                             | Jeunesse Banfora                |
| 1966      | US FRAN                         | 2-0                             | Bouloumpoukou FC Koudougou      |
| 1967      | US FRAN                         | 5-3                             | Stade Yatenga Ouahigouya        |
| 1968      | US des Forces Armées            | 2-0                             | Bouloumpoukou FC Koudougou      |
| 1969      | US FRAN                         | 2-0                             | USO                             |
| 1970      | Étoile Ouagadougou              | 3 – 1 (dts)                     | Bobo Sport                      |
| 1971      | US FRAN                         | 5-3                             | Stade Yatenga Ouahigouya        |
| 1972      | Étoile Ouagadougou              | 3-1                             | ASFB                            |
| 1973      | Torneo non disputato            | Torneo non disputato            | Torneo non disputato            |
| 1974      | US FRAN                         | 2-1                             | ASFAV                           |
| 1975      | Étoile Ouagadougou              | 1-0                             | USFRAN                          |
| 1976      | Étoile Ouagadougou              | 6 – 1                           | Bobo Sport                      |
| 1977-1980 | Torneo non disputato            | Torneo non disputato            | Torneo non disputato            |
| 1981      | Silures Bobo-Dioulasso          | 3 – 0                           | Lambri Sports Wavigaja          |
| 1984      | RC Bobo                         | 4 – 0                           | US des Forces Armées            |
| 1985      | Étoile Ouagadougou              |                                 |                                 |
| 1986      | ASF Bobo                        |                                 |                                 |
| 1987      | RC Bobo                         | 0-0 (3-1 dtr)                   | ASFA-Yennenga                   |
| 1988      | Étoile Ouagadougou              | 2 – 0                           | ASF Bobo                        |
| 1989      | ASF Bobo                        | 4-2                             | US FRAN                         |
| 1990      | Étoile Ouagadougou              | 2 – 1                           | ASFA-Yennenga                   |
| 1991      | ASFA-Yennenga                   | 3-0                             | ASFAP                           |
| 1992      | Étoile Ouagadougou              | 2 – 1                           | R.C. Kadiogo                    |
| 1993      | Étoile Ouagadougou              | 2 – 0                           | ASF Bobo                        |
| 1994      | R.C. Kadiogo                    | 1 – 0                           | RC Bobo                         |
| 1995      | RC Bobo                         |                                 | RCB                             |
| 1996      | Étoile Ouagadougou              | 2-0                             | ASEC-Koudougou                  |
| 1997      | ASF Bobo                        | 1-0                             | R.C. Kadiogo                    |
| 1998      | ASF Bobo                        | 0 – 0 (7-6 dtr)                 | US des Forces Armées            |
| 1999      | Étoile Ouagadougou              | 3 – 2 (dts)                     | US des Forces Armées            |
| 2000      | Étoile Ouagadougou              | 3 – 1                           | US Ouagadougou                  |
| 2001      | Étoile Ouagadougou              | 3 – 1                           | ASF Bobo                        |
| 2002      | US des Forces Armées            | 2 – 0                           | ASF Bobo                        |
| 2003      | Étoile Ouagadougou              | 0 – 0 (5-4 dtr)                 | ASFA-Yennenga                   |
| 2004      | ASF Bobo                        | 0 – 0 (3-2 dtr)                 | US des Forces Armées            |
| 2005      | US Ouagadougou                  | 2 – 0                           | ASF Bobo                        |
| 2006      | Étoile Ouagadougou              | 3 – 2 (dts)                     | RC Bobo                         |
| 2007      | RC Bobo                         | 2 – 1                           | US Ouagadougou                  |
| 2008      | Étoile Ouagadougou              | 3 – 2                           | US Ouagadougou                  |
| 2009      | ASFA-Yennenga                   | 4 – 1                           | US des Forces Armées            |
| 2010      | US des Forces Armées            | 1 – 0                           | RC Bobo                         |
| 2011      | Étoile Ouagadougou              | 0 – 0 (4-3 dtr)                 | AS SONABEL                      |
| 2012      | R.C. Kadiogo                    | 2 – 1                           | ASFA-Yennenga                   |
| 2013      | ASFA-Yennenga                   | 2 – 1                           | AS SONABEL                      |
| 2014      | RC Bobo                         | 1 – 0                           | Étoile Ouagadougou              |
| 2015      | US des Forces Armées            | 3 – 0                           | ASF Bobo                        |
| 2016      | R.C. Kadiogo                    | 2 – 0                           | AS SONABEL                      |
| 2017      | Étoile Ouagadougou              | 3 – 2                           | US des Forces Armées            |
| 2018      | Salitas FC                      | 2 – 0                           | ASF Bobo                        |
| 2019      | Rahimo FC                       | 3 – 2                           | AS SONABEL                      |
| 2020      | Torneo annullato causa CoViD-19 | Torneo annullato causa CoViD-19 | Torneo annullato causa CoViD-19 |
| 2021      | ASFA-Yennenga                   | 1 – 0                           | ASF Bobo                        |

## Vittorie per squadra
| Club               | Vittorie | Anni |
| ------------------ | -------- | --- |
| Étoile Ouagadougou | 21       | 1963, 1964, 1965, 1970, 1972, 1975, 1976, 1985, 1988, 1990, 1992, 1993, 1996, 1999, 2000, 2001, 2003, 2006, 2008, 2011, 2017 |
| RC Bobo            | 7        | 1961, 1962, 1984, 1987, 1995, 2007, 2014                                                                                     |
| US FRAN            | 5        | 1966, 1967, 1969, 1971, 1974                                                                                                 |
| ASF Bobo           | 5        | 1986, 1989, 1997, 1998, 2004                                                                                                 |
| USFAN              | 4        | 1968, 2002, 2010, 2015 |
| ASFA-Yennenga      | 4        | 1991, 2009, 2013, 2021 |
| R.C. Kadiogo       | 3        | 1994, 2012, 2016 |
| Silures            | 1        | 1981 |
| Ouagadougou        | 1        | 2005 |
| Salitas            | 1        | 2018 |
| Rahimo             | 1        | 2019 |